# Malcom McLean
Pour les articles homonymes, voir McLean.
 (décembre 2017).
Si vous disposez d'ouvrages ou d'articles de référence ou si vous connaissez des sites web de qualité traitant du thème abordé ici, merci de compléter l'article en donnant les références utiles à sa vérifiabilité et en les liant à la section « Notes et références ».
Malcom McLean, né à Maxton en Caroline du Nord le 14 novembre 1913 et mort à New York le 25 mai 2001, est un entrepreneur américain opérant dans les transports routiers. Il est à l'origine du conteneur moderne utilisé aujourd'hui pour transporter des marchandises et qui a révolutionné le transport et le commerce international au cours de la seconde moitié du XXe siècle. L'utilisation des conteneurs s'est en effet traduite par une réduction substantielle du coût des transports en éliminant la manipulation des marchandises à chaque transbordement, tout en améliorant la fiabilité, en réduisant le vol de marchandises, et enfin, en diminuant les coûts de stockage grâce à la diminution du temps de transit.

## Biographie
Né à Maxton (Caroline du Nord) en 1913, dans une famille de la classe moyenne, il termine ses études au lycée à Winston Salem en 1931 et devient gérant d'une station-service en 1935. En 1934, l'un de ses clients lui demande alors de faire livrer, par camion, des bidons d'essence à une centaine de kilomètres de là. Afin d'éviter de faire appel à un transporteur local, McLean décide de transporter lui-même la marchandises. Avec ses économies, il achète un vieux camion et crée McLean Trucking Company, tout en conservant la gérance de la station-service. 
Un an plus tard, il possède trois camions. Dès lors, l'essor de sa société est fulgurant, profitant de la croissance américaine au lendemain de la crise de 1929 et de la Seconde Guerre mondiale : en 1940, il détient 30 véhicules, puis 620 en 1950, près de 2 000 en 1953. 
Cherchant à minimiser le plus possible les coûts, il est le premier transporteur à faire installer des moteurs Diesel sur tous ses véhicules. 
À une époque où l’Interstate Commerce Commission, la commission chargée de la régularisation du commerce entre États des États-Unis, cherche à réguler la concurrence et protéger les compagnies ferroviaires en limitant le nombre de lignes que chaque entreprise de transport routier peut exploiter, la rigueur financière de la McLean Trucking Company permet à celle-ci de racheter méthodiquement les droits d'exploitation de ses concurrents et d'être ainsi présente sur une grande partie du territoire des États-Unis. En 1953, vingt ans à peine après sa création, la société est déjà le deuxième groupe de transport routier des États-Unis.
En 1953, alors que les autoroutes reliant les différents ports de la côte Ouest sont frappées par les bouchons de plus en plus importants, il imagine le moyen d'embarquer directement les remorques de ses camions sur des bateaux afin que ceux-ci se chargent du trafic d'un port à l'autre sans qu'il soit à chaque fois besoin de décharger et de recharger les véhicules. Des terminaux pourraient alors être construits sur le front de mer où seraient effectuées les opérations de transbordement des remorques. En réalité, Malcom McLean reprend une pratique qui existait déjà dans le transport ferroviaire au début du XXe siècle, en France, en Angleterre et aux États-Unis mais qui fut abandonnée faute de trafic suffisant sur chaque destination proposée. En effet, les compagnies de chemin de fer avaient mis au point des conteneurs en bois, chargés directement au départ des usines. Plus tard, des expériences d'embarquement de camions complets, sur des navires, avaient été tentées. Mais elles avaient également été abandonnées en raison des bouchons provoqués par les véhicules.
Les termes de la Interstate Commerce Commission lui interdisant de cumuler deux activités de transports différentes, Malcom McLean décide de vendre la McLean Trucking Company en 1955, et avec l'argent gagné (25 millions de dollars), il achète une petite compagnie de transport maritime, Pan-Atlantic Steamship Company, qu'il rebaptise un peu plus tard Sea-Land Service (celle-ci sera rachetée en 1999 par le groupe Maersk Lines). En janvier 1956, il souscrit un emprunt de 22 millions de dollars (
113 millions actuels) qui lui permet d'acheter deux pétroliers T2 datant de la Seconde Guerre mondiale. Il mène alors ses premières expériences de transbordement dans le port de Newark (New Jersey), mais constate que son idée d'origine ne règle pas tous les problèmes de place perdue. Même si le camion reste à quai, les remorques sont embarquées avec leur châssis, ce qui rend difficile l'exploitation rationnelle de l'espace à bord du navire. Il résout rapidement le problème en retirant le châssis pour n'embarquer que la partie supérieure de la remorque. Il présente sa trouvaille à ses invités à bord de l'Ideal X, le 26 avril 1956.
Le conteneur inventé par Malcom McLean abaisse les coûts de manutention dans des proportions phénoménales (près de 70 %). Ainsi, les entreprises peuvent quitter les ports où les prix des terrains sont prohibitifs et s'installer loin à l'intérieur des terres, plus près des grands bassins de consommation. Les conteneurs leur sont alors directement livrés par train ou camion.
Une nouvelle géographie industrielle se met en place. Les ports traditionnels inadaptés aux nouvelles pratiques plongent ainsi dans une crise, comme le port de New York, qui mettra plusieurs années à s'en remettre. Au même moment, de nouvelles installations portuaires équipées de techniques de manutention très modernes et entièrement vouées à la préparation des conteneurs voient le jour. Port Elizabeth, dans le New Jersey, que Malcom McLean aménage en 1964 sera la première d'entre elles.
En 1967, en pleine guerre du Viêt Nam, le département de la Défense confie à Sea-Land Service l'expédition de matériels militaires vers l'Asie du Sud-Est. Mais en raison de son impact sur le commerce mondial, le conteneur échappe alors très vite à son concepteur. En 1969, confronté à la concurrence de nouveaux opérateurs, Malcom McLean vend sa compagnie au groupe américain Reynolds Tobacco Company. Il demeure néanmoins membre du conseil d'administration, mais en démissionne en 1977 pour se lancer à nouveau dans le transport maritime en achetant la compagnie United States Lines qui fait cependant faillite en 1987. Il fonde alors une troisième compagnie, la Trailer Bridge Inc, qui opère encore actuellement entre les États-Unis et Porto Rico.
Lors de son décès en mai 2001, à l'âge de 88 ans, tous les porte-conteneurs alors en mer abaissent leur pavillon pour lui rendre hommage.